# جيزبرغرية
جيزبرغرية (الاسم العلمي: Giesbergeria) هي جنس من البكتيريا، سلبية الغرام، تتبع فصيلة الكوماموناسيات.